# Selca kod Bogomolja
Selca kod Bogomolja is een plaats in de gemeente Sućuraj in de Kroatische provincie Split-Dalmatië. De plaats telt inwoners (2001).